# Lago di Endine
Der Lago di Endine ist ein See in der Provinz Bergamo in der italienischen Region Lombardei. Er liegt im Val Cavallina.
Der See hat eine Ausdehnung von 2,1 km², der Umfang beträgt 14 km. Die Länge des Sees beträgt etwa 6 km, die größte Tiefe 9,4 m. Eine Insel hat der See nicht.
Die am Ufer liegenden Gemeinden sind Endine Gaiano, Monasterolo del Castello, Ranzanico und Spinone al Lago. 
Der See ist nur wenig touristisch erschlossen. Mit Motorbooten kann der See aus Gründen des Naturschutzes nicht befahren werden. Das Angeln ist erlaubt, ebenso andere Wassersportarten wie Kanufahren, Rudern oder Segeln.
Erreichbar ist der Lago di Endine über die Strada statale 42 von Bergamo aus. Die Entfernung von Bergamo beträgt etwa 30 km.

## Weblinks

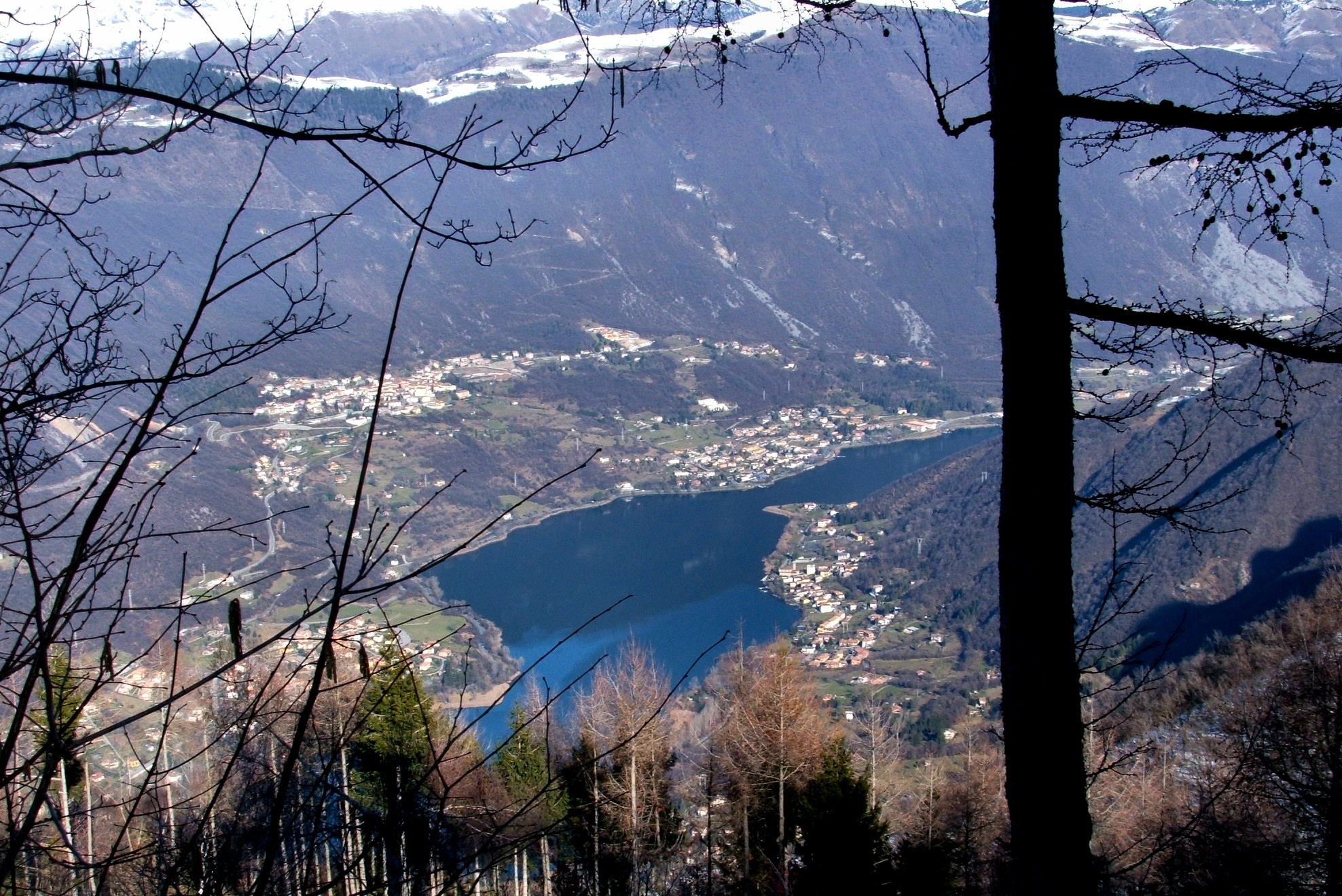
Panorama